# Ceratocombidae
Ceratocombidae – rodzina pluskwiaków z podrzędu różnoskrzydłych i infrarzędu Dipsocoromorpha. Są kosmopolityczne, ale głównie tropikalne. Zamieszkują ściółkę, mchy i podobne siedliska. Obejmują około 50 opisanych gatunków, ale prawdopodobnie setki innych czekają na odkrycie. W zapisie kopalnym znane tylko z miocenu.

## Morfologia

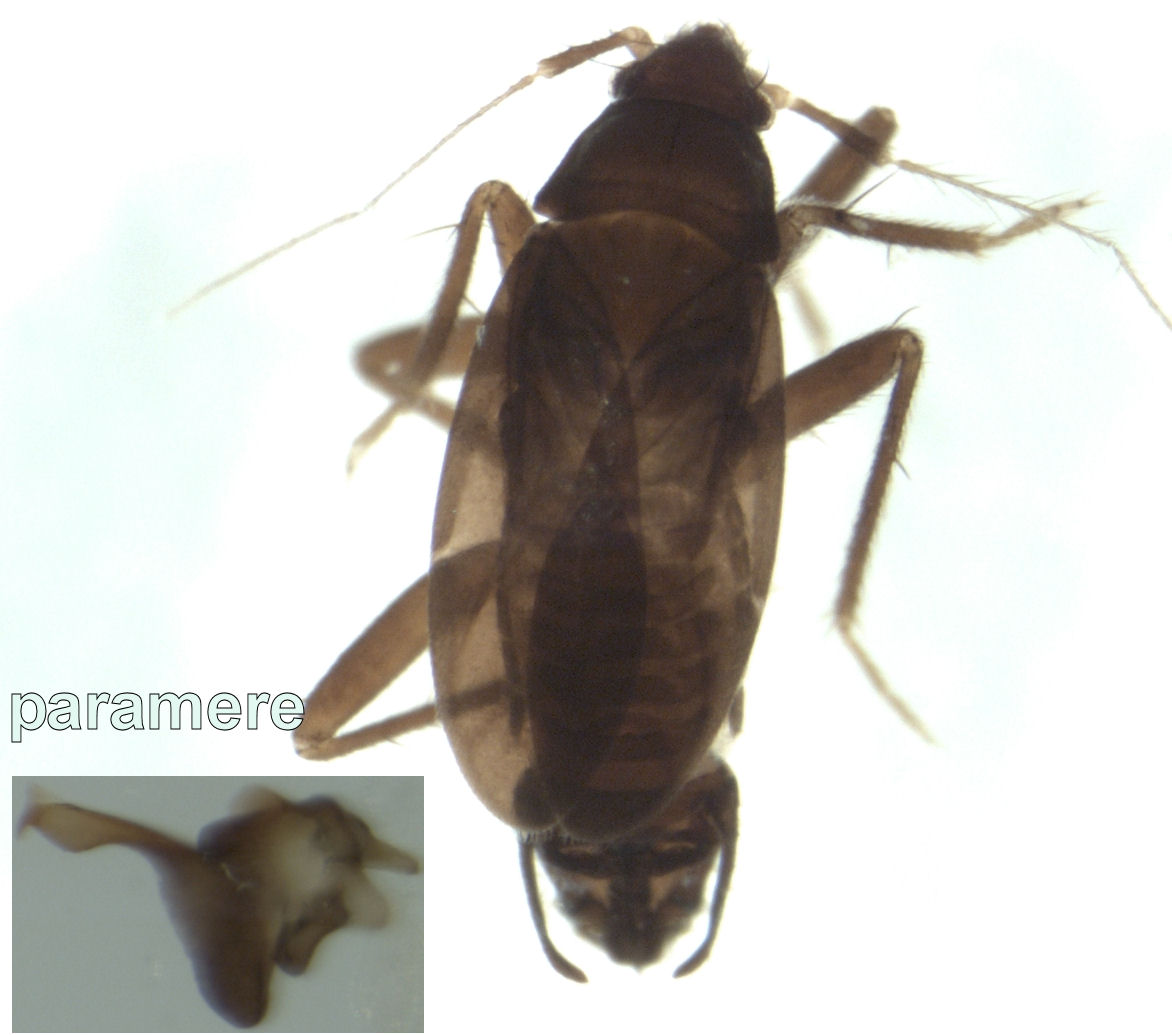
Ceratocombus aotearoae, w lewym dolnym rogu paramera

Pluskwiaki o ciele długości od 1,5 do 3 mm. Ubarwienie mają zazwyczaj niepozorne, matowe: od żółtawego po ciemnobrązowe. Tylko u niektórych gatunków z krainy australijskiej, orientalnej i Madagaskaru obecne są wyraźne, barwne wzory.
Czułki są wiciowate, czteroczłonowe. Dwa początkowe człony mają krótkie i grube, przy czym człon drugi jest od 1,5 do 2,5 raza dłuższy od pierwszego. Dwa ostatnie człony są długie, cienkie i zaopatrzone w liczne długie, cienkie, sterczące lub półwzniesione szczecinki. Między oczami złożonymi mogą znajdować się przyoczka. U Trichotonanninae na oczach złożonych występuje silna szczecinka pośrodkowa. Kłujka może być różnej formy: od krótkiej i grubej po długą i cienką.
Przedplecze pozbawione jest żeberek i listewek podłużnych zarówno na powierzchni jak i na krawędziach. Z nielicznymi wyjątkami episternity przedtułowia są zredukowane i w związku z tym stawy bioder przedniej pary odsłonięte. Większość gatunków wykazuje polimorfizm skrzydłowy. Nieliczne są gatunki mające formy wyłącznie długoskrzydłe lub wyłącznie krótkoskrzydłe. U form długoskrzydłych półpokrywy cechują się wyraźnym acz bardzo krótkim załamaniem kostalnym przerywającym żyłkę marginalną oraz obecnością od dwóch do czterech komórek w użyłkowaniu odsiebnej części skrzydła. Odnóża mają stopy dwu- lub trójczłonowe, często z zaznaczonym dymorfizmem płciowym.
Odwłok ma przetchlinki od segmentu drugiego lub trzeciego do ósmego, zwykle umieszczone grzbietowo. Segmenty odwłoka od siódmego do dziewiątego i ich laterotergity są symetryczne u Ceratocombinae, zaś asymetryczne u Trichotonanninae. U Ceratocombini i niektórych Issidomimini genitalia samców są symetryczne, co jest cechą unikalną w skali infrarzędu.

## Biologia i występowanie
Owady te zasiedlają wilgotną ściółkę liściastą i mieszaną, mchy (w tym torfowce), rozkładające się trzciny i podobne środowiska. Wiele gatunków potrafi szybko biegać. Przypuszczalnie wszystkie są drapieżnikami żerującymi na drobnych stawonogach. Niektóre tylko wyszukują ofiarę, podczas gdy inne zdolne są do jej ścigania. Dają się odławiać przy pomocy pułapek Barbera, aparatu Tullgrena, a długoskrzydłe imagines przylatują do światła.
Rodzina kosmopolityczna, ale najliczniej reprezentowana w strefie tropikalnej. W strefie umiarkowanej jej różnorodność gatunkowa jest niewielka. W Europie, w tym w Polsce stwierdzono 3 gatunki: Ceratocombus brevipennis, C. coleoptratus i C. corticalis (zobacz też: Ceratocombidae Polski).

## Taksonomia i ewolucja
Takson ten wprowadzony został po raz pierwszy w 1861 roku przez Franza Xaviera Fiebera. Początkowo włączany był w skład Dipsocoridae (=Cryptostemmatidae). Do rangi osobnej rodziny wyniesiony został w 1970 roku przez Pavla Štysa. Dotychczas opisano około 50 gatunków Ceratocombidae, ale liczbę nieopisanych jeszcze gatunków z samego rodzaju Ceratocombus szacuje się na setki. Ich systematyka przedstawia się następująco:
- podrodzina: Ceratocombinae Fieber, 1861
  - plemię: Ceratocombini Fieber, 1861
    - Ceratocombus Signoret
    - Leptonannus Reuter
    - Feshnia Štys

  - plemię: Issidomimini
    - Issidomimus Poppius
    - Kvamula Štys
    - Muatianvuaia Wygodzinsky
- podrodzina: Trichotonanninae
  - plemię: Trichotonannini
    - Trichotonannus Reuter

W zapisie kopalnym rodzina ta znana jest z inkluzji dwóch wczesnomioceńskich gatunków: Ceratocombus hurdi i Leptonannus miocenicus. Oba odnaleziono w bursztynie z meksykańskiego stanu Chiapas.